# Сулейман Селімі
Сулейман Селімі (алб. Sylejman Selimi; 25 вересня 1970, Açarevë, Дреніца) — колишній командир Сил безпеки Республіки Косово. Він залишив цю посаду у 2011 році, ставши послом в Албанії.
Він вивчав гірничу справу і металургію у Косовській Мітровіці, європейську інтеграцію у Приштині і юриспруденцію у Тетово.
- 1991–1997 — солдат Армії звільнення Косова (АВК)
- 1998 — командир АВК в оперативній зоні Дреніца
- 1998–1999 — генеральний командир АВК
- 1999–2000 — командир гвардії Косова
- 2000–2006 — заступник командира Корпусу захисту Косова
- 2006–2009 — командир Корпусу захисту Косова
- 2009–2011 — командир Сил безпеки Косова